# IF Hallby FK
Denna artikel handlar on IF Hallby Fotboll. Se även IF Hallby.
IF Hallby FK är fotbollssektionen inom IF Hallby från Jönköping i Jönköpings län. Hallby bildades 1929 med fotboll, skidor och skridskoåkning på programmet och deltog i seriespel redan säsongen 1929/1930. Föreningens främsta merit är 19 säsonger i Division III, då Sveriges tredje högsta division, åren 1943-1983. År 2001 ombildades Hallby till en alliansförening, IF Hallby FK är sedan dess en av tre medlemsföreningar.
Föreningen har en stor ungdomsverksamhet med 570 aktiva flickor och pojkar, juniorlag för herrar samt seniorlag för damer och herrar. Hallby står även som arrangör för en av Sveriges största fotbollsskolor och bedriver padelverksamhet för cirka 50 barn. Damseniorerna har som högst nått division III, 2013-2014 och sedan 2018.

## Herrfotboll
Historiskt sett har Hallby tävlat med Jönköpings Södra, Tord och Huskvarnaklubbarna (Husqvarna IF och Huskvarna Södra) om att vara bäst i Jönköping. Lagets debut i division III skedde 1942/1943 men slutade med degradering från en serie som innehöll samtliga fyra ovan nämnda konkurrenter. Laget återkom snart nog till division III och gjorde ytterligare fem säsonger där under 1940-talets andra hälft, med en andraplats 1946/1947 bakom Huskvarna Södra som främsta resultat.
Efter tre tvåårssejourer i division III på 1960-talet lyckades laget etablera sig på tredje högsta serienivån 1976-1983. Laget slutade på övre halvan samtliga säsonger utom den sista. Säsongen 1979 blev klubben två bakom Motala, Säsongen 1980 vann Hallby serien men missade avancemang till division II efter kvalspel mot Flen, Karlslund och Norrby och 1981 följde en andraplats, en poäng bakom Myresjö.
Efter den långvariga division III-sejouren rasade klubben i seriesystemet, en riktig bottennotering var en säsong i division VI 1991. Laget spelade division IV 22 år i följd 2000-2021 (under en period som seriens nivå ändrades från femte till sjätte högsta). Säsongen 2022 spelade laget dock i division V Nordvästra Småland och förlorade division IV-kvalspelet mot Råslätt.